# Mette Brahm Lauritsen
Mette Brahm Lauritsen (1935-2021) var en dansk børnebogsillustrator.
Hun flyttede i 1952 fra sin fødeby København til Aarhus, hvor hun sidenhen blev uddannet som reklametegner. Herefter arbejdede hun nogle år som reklametegner og bladtegner for bl.a. Jyllands-Posten, hvorefter hun gik over til udelukkende at arbejde med bogillustration. 
Siden 1970'erne samarbejdede Mette Brahm Lauritsen med en lang række forlag bl.a. Carlsen, Munksgaard og Gyldendal. Hun illustrerede flere hundrede undervisningsbøger, letlæsningsbøger, Pixi-bøger og andre børnebøger, hvoraf en hel del også er udkommet i udlandet. Bl.a. illustrerede hun for Carlsen flere af H.C. Andersens eventyr. 
I 2000 illustrerede hun den lågekalender (Børnenes Ulandskalender), der blev udgivet som supplement til DRs tv-julekalender Jul på Kronborg.
Mette Brahm Lauritsen var også selv forfatter på en håndfuld titler bl.a. Jacob og Løvestolen (Gyldendal 1979), Den lille blå kat (Forum 1998), Nikolajs Hemmelighed (Klematis 1999) og Fru Strid (Halfdan 2001).
Sidstnævnte blev opført som teaterstykke af Parkteatret i Frederikssund i foråret 2021 og genopført i 2023. 
Fra 2000-2006 samarbejdede hun med sin datter, forfatteren Ane Riel (tidl. Ane Brahm Lauritsen) om seks børnebøger bl.a. Ferie med gys (Gyldendal 2000) og Sylfeden - et balleteventyr (Halfdan 2001). 
I de senere år neddroslede Mette Brahm Lauritsen gradvist illustratorarbejdet og beskæftigede sig i stedet med grafik, malerkunst m.m. Hun deltog i flere udstillinger med sine arbejder bl.a. udstillingen "Stygge streger" på Aros i 2009/2010. 